# Казнён в 41-м
«Казнён в 41-м» — советский документальный короткометражный фильм-расследование 1967 года.

## Сюжет
В 1965 году мельком в фильме «Обыкновенный фашизм», а затем в печати, появляется фотография с казни фашистами в 1941-м году трёх минских подпольщиков, из которых был известен только мужчина слева — член антифашистской ячейки рабочий завода Кирилл Трусов. Эта фотография становится поводом для фильма-расследования журналиста Вячеслава Морозова — установления личности парня справа на фотографии.
В фильме рассказывается история фотографии — Алексей Сергеевич Козловский рассказывает как плёнка попала ему в руки, приводятся свидетели казни, показания людей — друзей и соседей — лично знавших маму парня и его самого, называя его имя — Володя Щербацевич, вырывая его судьбу из неизвестности.
В конце фильма Вячеслав Морозов говорит, что пока не известно имя девушки на фотографии; фильм сдвинет дело исследования истории — и через год после выхода фильма её имя будет тоже установлено — Мария Брускина.

## Критика
И спустя десятилетия фильм интересен — белорусский историк Александр Коваленя в 2010 году писал, что это «поразительный по эмоциональному воздействию фильм».
А в 1970-е годы фильм, в котором «раскрывается тайна одной фотографии», стал заметным явлением советской кинопублицистики.

Картина решена как своеобразный журналистский поиск. Вместе с авторами мы посещаем места, где жил и бывал молодой подпольщик Вова Шербацевич, слушаем рассказы тех, кто его знал. Точная работа с фотокадрами, умелый монтаж картины «Казнён в 41-м» заставляют вспомнить о лучших традициях советской кинопублицистики.— История белорусского кино: 1945-1967, Часть 2. - Минск: Наука и техника, 1970. - 256 с. - стр. 227

Огромной эмоциональной силой обладает маленький киноочерк «Казнен в 41-м». Откуда она? От эмоционального пафоса и глубины проникновения в факт. Автор сценария В. Морозов, режиссер В. Четвериков и оператор В. Орлов, оттолкнувшись от фотографии на которой изображен момент казни героя фашистами, начали поиск — с кинокамерой они прошли по местам связанным с жизнью пионера-патриота, встретились с людьми, знавшими его, — и на экране встал живой и яркий образ.— журнал «Нёман», 1972 год
Отмечено, что для режиссёра Виталия Четверикова этот короткометражный документальный фильм стал началом в его творчестве темы Великой Отечественной войны — сперва воплощаемой им документальными средствами — фильм «Казнён в 41-м» составляет вместе с фильмами «79-я весна» и «Мне хотелось рассказать» документальную трилогию режиссёра, а затем художественными фильмами на основе реальных событий: «Пламя» и «Руины стреляют…».